# La scala (film)
La scala è un film del 1931 diretto da Gennaro Righelli.
Il soggetto è tratto dall'omonimo dramma teatrale di Rosso di San Secondo.

## Trama
In un edificio della buona borghesia romana, in un elegante appartamento vive, isolata dagli altri inquilini, Clotilde, moglie di un gelido avvocato. La donna è reduce da una relazione extraconiugale finita male: l'unico legame che ha ancora con il marito, è la speranza di ritrovare la loro figlia. La scala che porta all'appartamento è fonte di pettegolezzi e di voci. Un giorno arriva la notizia che la figlia tanto attesa, è morta. Un nuovo legame legherà i due coniugi: quello di un ricordo straziante.

## Produzione
Il film venne realizzato presso gli stabilimenti romani della Cines.

## Distribuzione
Il film venne distribuito nelle sale cinematografiche italiane nella primavera del 1931.

## Accoglienza

### Critica
Raoul Quattrocchi in Kines del 10 maggio 1931 "[...] L'inseguimento di Barritos ad opera di Terpi, il finale improntato a un simbolismo di pessimo gusto sono la prova di quella ricerca dell'effetto per l'effetto, che andava invece evitata. [...]"